# Punto caldo

Hot-spot posto sotto lo Yellowstone

In geologia, un punto caldo (hot-spot in inglese) è un punto della superficie terrestre interessato da un'anomala risalita del mantello verso la superficie terrestre; è il caso, per esempio, delle isole Hawaii o del Parco di Yellowstone. Una caratteristica di queste aree vulcaniche è quella di poter essere collocate anche all'interno delle placche tettoniche, invece che ai confini di queste ultime, come avviene con le aree vulcaniche che si sviluppano lungo i margini delle placche stesse.

## Storia
Nel 1963 John Tuzo Wilson spiegò il fenomeno ipotizzando che l'origine del magma fosse una specie di colonna di fuoco, detta pennacchio (in lingua inglese plume), del diametro di 100-250 km e localizzata all'interno del mantello terrestre. Nel 1971 William Jason Morganti ipotizzò che, bloccato all'interno della Terra, il punto caldo non si sarebbe spostato: a spostarsi sarebbe stata invece la zolla. Ad esempio, il punto caldo all'origine della catena sottomarina Hawaii-Emperor sarebbe rimasto a una latitudine di circa 19° nord, mentre la zolla del Pacifico si sarebbe spostata verso nordovest di una decina di centimetri all'anno. 
Sarebbe stata pertanto la placca, e non il punto caldo, a spostarsi. Il magma, risalito in superficie, avrebbe dato origine a un'isola; il movimento continuo della placca allontanerebbe l'isola dal punto caldo, generando una nuova isola, continuando così il ciclo. Ne risulta così una catena di vulcani allineati lungo il percorso della zolla, come una dorsale oceanica, ma asismica. Da allora, i punti caldi sono stati considerati dei punti fissi, stazionari, nello schema teorico della Tettonica a zolle.
Recenti indagini sulla catena sottomarina Hawaii-Emperor, tuttavia, hanno proposto che i punti caldi siano dotati di una certa mobilità. Oggi quindi l'evidenza geologica mostra come la causa probabile sia la convezione degli strati superiori del mantello. I geologi hanno identificato 40 o 50 punti caldi sul pianeta. I più attivi sono quelli delle Hawaii, dell'isola di Réunion, di Yellowstone e dell'Islanda.

## Origine
I punti caldi si originano nella parte più profonda del mantello, adiacente al nucleo esterno, all'interno del "livello D" ("D layer"), a una profondità di circa 2.900 km. Questo livello è costituito dai materiali più pesanti delle placche in subduzione, che affondando nel mantello si accumulano all'interfaccia con il nucleo. Il limite tra il mantello e il nucleo non è solamente un limite composizionale, ma anche termico: infatti la temperatura di circa 3.000 °C del nucleo esterno diminuisce di varie centinaia di gradi nei primi 200 km del mantello. I punti precisamente si innescano nelle aree dove viene trasferita una sufficiente quantità di calore dal nucleo esterno, liquido, al mantello.
Il pennacchio risale nel mantello perché il materiale di cui è composto è più caldo e quindi meno denso e viscoso del materiale circostante, formando così un condotto cilindrico di circa 150 km di diametro. Una volta che il materiale arriva alla base della litosfera si ha fusione parziale e generazione di grandi quantità di magma. Qui la testa della colonna ascendente si allarga, raggiungendo un diametro fino a 1.000 km. Il magma generato nella parte sommitale del pennacchio penetra nella litosfera e porta all'estrusione di grandi volumi di basalti.

## Lista di punti caldi attivi
- Punto caldo di Afar
- Punto caldo di Anahim
- Punto caldo di Arago
- Punto caldo di Ascension
- Punto caldo dell'Australia dell'Est
- Punto caldo delle Azzorre
- Punto caldo di Balleny
- Punto caldo delle Bermude
- Punto caldo di Bouvet
- Punto caldo di Bowie
- Punto caldo del Camerun
- Punto caldo delle Canarie
- Punto caldo di Capo Verde
- Punto caldo delle Caroline
- Punto caldo di Cobb
- Punto caldo delle Comore
- Punto caldo di Crozet
- Punto caldo del Darfur
- Punto caldo di Discovery
- Punto caldo dell'isola di Pasqua
- Punto caldo dell'Eifel
- Punto caldo Erebus
- Punto caldo di Fernando de Noronha
- Punto caldo delle Galápagos
- Punto caldo di Gough
- Punto caldo di Guadalupa
- Punto caldo delle Hawaii
- Punto caldo di Heard
- Punto caldo di Hoggar
- Punto caldo d'Islanda
- Punto caldo di Jan Mayen
- Punto caldo Juan Fernández
- Punto caldo delle Kerguelen
- Punto caldo di Lord Howe
- Punto caldo di Louisville
- Punto caldo di Macdonald
- Punto caldo di Marion
- Punto caldo delle Isole Marchesi
- Punto caldo di Meteor
- Punto caldo del New England
- Punto caldo di Pitcairn
- Punto caldo di Raton
- Punto caldo della Réunion
- Punto caldo di Sant'Elena
- Punto caldo di Saint Paul
- Punto caldo delle Samoa
- Punto caldo di San Felix
- Punto caldo di Shona

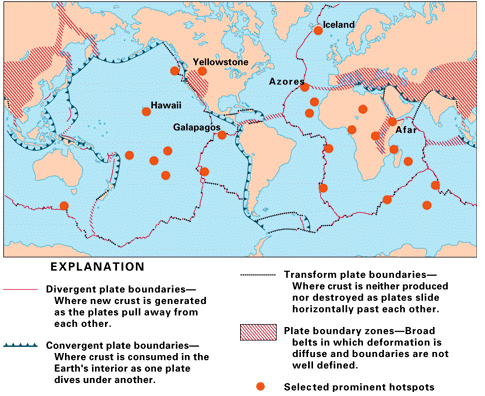
Mappa che mostra la posizione di alcuni dei punti caldi più importanti

- Punto caldo delle Isole della Società (o Punto caldo di Tahiti)
- Punto caldo di Socorro
- Punto caldo della Tasmania
- Punto caldo Tibesti
- Punto caldo di Trinidade
- Punto caldo di Tristan
- Punto caldo di Vema
- Punto caldo di Washington
- Punto caldo di Yellowstone